# Remix (série télévisée)
Pour les articles homonymes, voir Remix (homonymie).
Remix est une telenovela indienne diffusée de 2004 à 2006.